# Edmonson County
Edmonson County je okres ve státě Kentucky v USA. K roku 2010 zde žilo 11 644 obyvatel. Správním městem okresu je Brownsville. Celková rozloha okresu činí 798 km².